# Neville George
Thomas Neville George (13 mai 1904 - 18 juin 1980) est un géologue gallois. Il est président de la Société géologique de Londres.

## Biographie
Thomas Neville George est né dans le quartier de Morriston à Swansea. Il est le fils de Thomas Rupert George, maître d'école et ardent socialiste, et de sa femme, Elizabeth Evans, également enseignante . Il fait ses études à l'école secondaire municipale de Swansea et à la Swansea Grammar School. Il obtient une place à l'Université du pays de Galles, obtenant un baccalauréat en sciences en 1924 et une maîtrise en sciences en 1926. Il va ensuite à l'Université de Cambridge pour étudier au niveau post-universitaire et obtenir un doctorat (PhD) en 1928 .
De 1930 à 1933, il travaille comme géologue pour HM Geological Survey. En 1933, il obtient un poste de professeur à l'University College de Swansea, enseignant à la fois la géologie et la géographie. En 1947, l'Université de Glasgow lui confie un poste de professeur. Il reste à ce poste jusqu'à sa retraite en 1974, en tant que doyen de la Faculté des sciences de 1951 à 1955 .
En 1948, il est élu Fellow de la Royal Society of Edinburgh. Ses proposants sont Sir Arthur Trueman, John Weir, Murray MacGregor, Sir Charles Maurice Yonge et Arthur Holmes. Il est vice-président de la Société de 1959 à 1961 et remporte leur prix Neill pour la période 1975-1977 . En 1963, il est élu membre de la Royal Society et la même année, il reçoit la médaille Lyell de la Geological Society of London .
L'université de Rennes lui décerne un doctorat honorifique (DSc) en 1956. L'Université du Pays de Galles lui décerne un doctorat honorifique (LLD) en 1970.
George est président de la Geological Society of London de 1968 à 1970.
En 1932, il épouse Sarah Hannah Davies. Ils n'ont pas d'enfants. Il est décédé à Glasgow le 18 juin 1980.